# Roman Chlouba
Roman Chlouba (* 11. února 1991 Chomutov) je český lední hokejista nastupující na pozici levého křídelního útočníka.

## Život
S hokejem začínal v rodném městě v klubu KLH Chomutov. Od sezóny 2005/2006 ale hrál za mládežnické výběry Liberce. Až v ročníku 2008/2009 přešel mezi chomutovské juniory a odehrál také jeden zápas za místní muže. Vedle toho ještě pomohl ve třech zápasech celku HC Roudnice nad Labem. Sezónu 2009/2010 celou odehrál mezi juniory Liberce, ale po ní se znovu vrátil mezi chomutovské juniory a zahrál si i za muže Chomutova. Následující ročník sice začal v chomutovské juniorce, ale pak do konce ročníku přešel mezi muže SK Kadaň. Během sezóny 2010/2011 hostoval v Kadani, ale na jedno utkání vypomohl chomutovským mužům a s juniory z téže klubu odehrál jejich playoff. Počínaje ročníkem 2013/2014 po dobu tří sezón své starty v rámci jednotlivých ročníků dělil mezi mužské výběry KLH Chomutov a SK Kadaň. Během léta 2016 přestoupil do klubu HC Slavia Praha. Po odehrání dvanácti soutěžních utkání ovšem v rámci úsporných opatření pražského klubu odešel do Kadaně. Vedle toho v sezóně 2016/2017 nastoupil i za Chomutov v extralize.
V mládežnických letech patřil Chlouba mezi členy reprezentačních výběrů České republiky.